# テレンス・ノックス
テレンス・ノックス（Terence Knox、1946年12月16日 - ）は、アメリカ合衆国の俳優。

## 出演作品
- ＨＵＮＴＥＲＳ　ハンターズ
- マーダー・ワン シーズン1
- インベーダー
- バックドア／告発白書
- スティーブン・キング/死の収穫
- コマンド７／閃光のＭ１６
- 地獄のプリズナー/狙われた美人教師
- スノー・ハンター／雪原の標的
- ガン・ヒート／野獣の標的
- グッドラック・サイゴン2
- グッドラック・サイゴン
- 断罪　堕ちた聖者
- ベトナム1967
- 歪んだ殺意
- ＮＡＭ／地獄の突破口
- チェイス
- ヒューマノイド・プロテクター
- シティ・キラー
- クライムゲート／仕組まれた相続
- セント・エルスウェアシーズン1